# Porta de Trajano
A Porta de Trajano (em búlgaro: Траянови врата; romaniz.: Trayanovi vrata), também designada como Passo de Ichtiman ou Estipo, é um passo montanhoso histórico situado entre as cidades de Ichtiman e Pazardzhik, na Bulgária. É assim chamada pois sobre o passo há um portão flanqueado por torres que talvez foi construído pelo imperador Trajano (r. 98–117).
É melhor conhecido como sítio de uma grande batalha medieval ocorrida em 17 de agosto de 986, durante a qual as forças do imperador Basílio II (r. 976–1025) foram repelidas pelo czar Samuel da Bulgária (r. 997–1014), o que impedindo a campanha bizantina em curso nos territórios búlgaros. Hoje um túnel da autoestrada Trácia similarmente conhecido como Túnel Porta de Trajano (тунел "Траянови врата") está próximo da fortaleza, 55 quilômetros de Sófia, capital do país.